# Eragisa saulensis
Eragisa saulensis är en fjärilsart som beskrevs av Paul Thiaucourt 1991. Eragisa saulensis ingår i släktet Eragisa och familjen tandspinnare. Inga underarter finns listade i Catalogue of Life.